# Abborrtjärnen (Enångers socken, Hälsingland)
Abborrtjärnen är en sjö i Hudiksvalls kommun i Hälsingland och ingår i Ljusnans huvudavrinningsområde.